# Marie-Jo et ses deux amours
Marie-Jo et ses deux amours és una pel·lícula francesa dirigida per Robert Guédiguian el 2002.  Va participar en el 55è Festival Internacional de Cinema de Canes.

## Argument
Marie-Jo estima profundament el seu marit Daniel, així com el seu amant Marco... Però no pot viure amb ells alhora.
Fins i tot arribarà a provocar la destrucció d'aquest fràgil equilibri, amb un final inevitable i tràgic.

## Repartiment
- Ariane Ascaride : Marie-Jo
- Jean-Pierre Darroussin : Daniel
- Gérard Meylan : Marco
- Julie-Marie Parmentier : Julie
- Jacques Boudet : Jean-Christophe
- Yann Trégouët : Sylvain
- Frédérique Bonnal : Madame Fauvelet
- Souhade Temimi: col·lega de Marie-Jo
- Maya Seulyvan: La dama del coll
- Frédéric Garbe: El metge
- Danielle Stefan: La convidada de la festa
- Jacques Germain: El pilot
- Axel Köhler: el comandant alemany
- Richard Ano :
- Brigitte Beck :
- Sébastien Capel :
- Yohann Cosma :
- Marie-Laure Dib :
- Jean-Gabriel Farris :
- Rodolphe Gasnier :
- Arnaud Idelot :
- Alexandre Lucchino :
- Ludivine Manca :
- Mag Versini :
- Lionel Jospin : ell mateix (imatges d'arxiu – no acreditat)

## Producció
El rodatge es va desenvolupar a Marsella i a l'arxipèlag del Frieu.

## Distincions
| Premi / Festival                              | Categoria                                        | Receptors i nominats | Resultat |
| --------------------------------------------- | ------------------------------------------------ | -------------------- | -------- |
| 55è Festival Internacional de Cinema de Canes | Palma d'Or                                       |                      | Nominat  |
| 28a cerimònia dels Premis César               | Millor actriu                                    | Ariane Ascaride      | Nominat  |
| 15ns Premis del Cinema Europeu                | Jameson People's Choice Award a la millor actriu | Ariane Ascaride      | Nominat  |